# Corpus Rubenianum Jacob Burchard

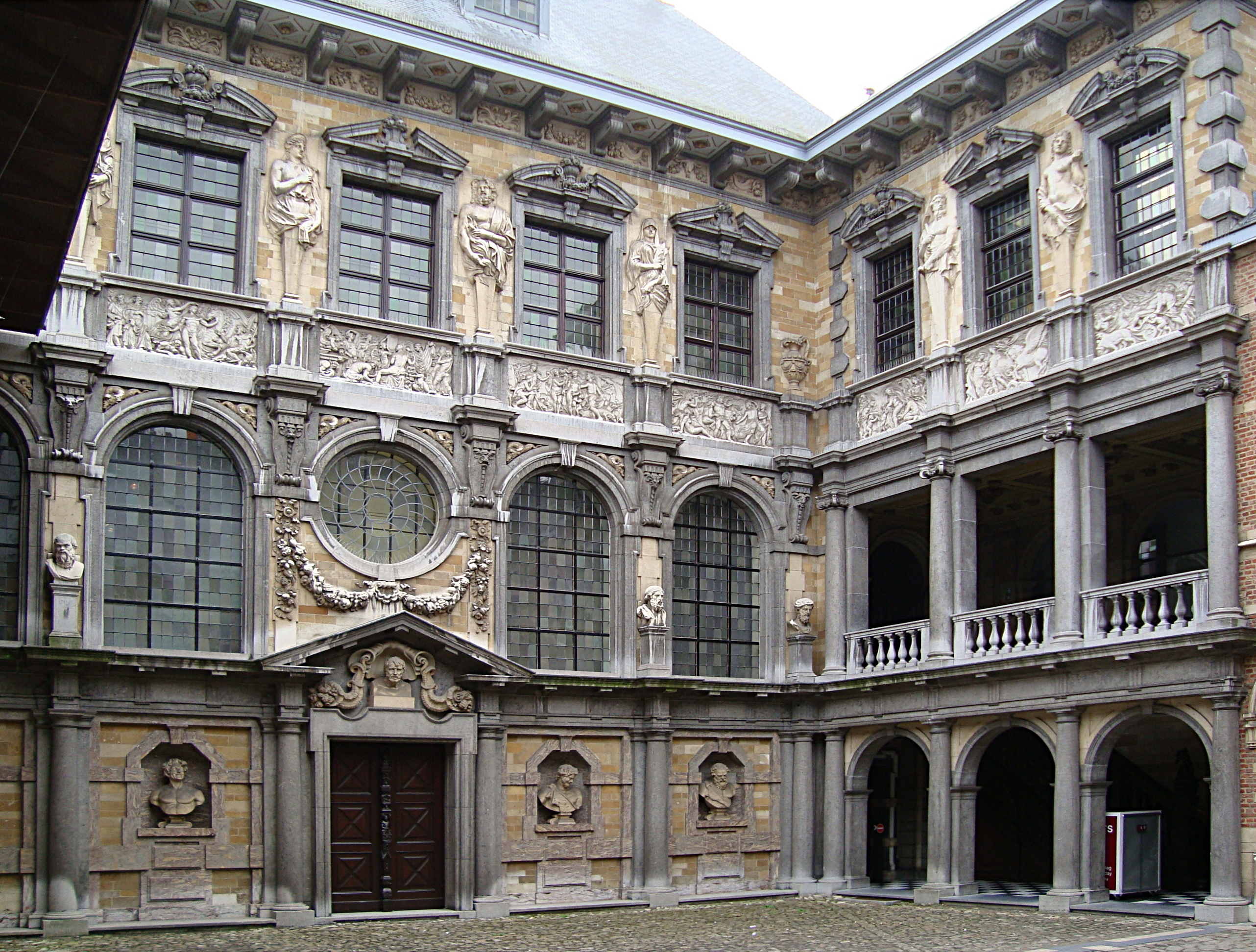
Partie du rubenshuis ayant servi d'atelier à Rubens.

Le Corpus Rubenianum Ludwig Burchard ou Corpus Rubenianum Ludwig Burchard, simplifié en Corpus Rubenianum ou Rubenianum est un catalogue raisonné des œuvres de Pierre Paul Rubens. Commencé en 1963, cette publication, encore inachevée, a pour ambition de lister l'ensemble des créations de cet artiste (peintures, esquisses, tapisseries...), classées par iconographie en 29 sections pouvant contenir jusqu'à six volumes différents. Le Corpus Rubenianum est publié sous licence Creative Commons et une partie est accessible en ligne.
Le Corpus Rubenianum se base sur les recherches et collections de l'historien de l'Art Jacob Burchard, transmises à la ville d'Anvers à sa mort en 1960. Les documents du Rubenianum, situé à l'arrière du Rubenshuis, sont venus consolider les références initiales.

## Le corpus
Le Corpus Rubenianum est composé de 29 sections. Tous les volumes publiés avant 2000 sont téléchargeables sous forme pdf. Une partie de ces ouvrages numériques contiennent des liens hypertexte permettant d'atteindre la base de données RKDimages, contenant de nombreuses photographies d’œuvres d'artistes flamands.

### Liste des tomes publiés
- (en) John Rupert Martin, « The Ceiling Paintings for the Jesuit Church in Antwerp », dans Corpus Rubenianum Ludwig Burchard, 1968, 340 p. (ISBN 0199210128, lire en ligne), partie I, 1 volume
- (en) Nora De Poorter, « The Eucharist Series », dans Corpus Rubenianum Ludwig Burchard, 1978, 670 p. (ISBN 019921011X, lire en ligne), partie II, 2 volumes
- (en) R.-A. d’Hulst et M. Vandenven, « The Old Testament », dans Corpus Rubenianum Ludwig Burchard, 1989, 402 p. (ISBN 090520364X, lire en ligne), partie III, 1 volume
- (en) Hans Devisscher et Hans Vlieghe, « The Life of Christ before the Passion : the Youth of Christ », dans Corpus Rubenianum Ludwig Burchard, 2014, 560 p. (ISBN 978-1-872501-71-0), V (1), 2 volumes
- (en) J. Richard Judson, « The Passion of Christ », dans Corpus Rubenianum Ludwig Burchard, 2000, 472 p. (ISBN 0905203615), partie VI, 1 volume
- (en) David Freedberg, « The Life of Christ after the Passion », dans Corpus Rubenianum Ludwig Burchard, 1984, 425 p. (ISBN 0905203615, lire en ligne), partie VII, 1 volume
- (en) Hans Vlieghe, « Saints », dans Corpus Rubenianum Ludwig Burchard, 1972-1973, 757 p. (ISBN 0905203615, lire en ligne), partie VIII, 2 volumes
- (en) Svetlana Alpers, « The Decoration of the Torre de la Parada », dans Corpus Rubenianum Ludwig Burchard, 1971, 532 p. (ISBN 0199210152, lire en ligne), partie IX, 1 volume
- (en) Egbert Haverkamp-Begemann, « The Achilles Series », dans Corpus Rubenianum Ludwig Burchard, 1975, 532 p. (ISBN 0199210160, lire en ligne), partie X, 1 volume
- (en) Elizabeth McGrath, « Subjects from History », dans Corpus Rubenianum Ludwig Burchard, 1997, 752 p. (ISBN 0905203690, lire en ligne), partie XIII, 2 volumes
- (en) Koenraad Brosens, « Subjects from History. The Constantine Series », dans Corpus Rubenianum Ludwig Burchard, 2011, 400 p. (ISBN 978-1-905375-86-8), partie XIII, 1 volume
- (en) Gregory Martin, « The Ceiling Decoration of the Banqueting Hall », dans Corpus Rubenianum Ludwig Burchard, 2005, 366 p. (ISBN 978-0-905203-72-0), partie XV, 2 volumes
- (en) Egbert Haverkamp-Begemann, « The Decorations for the Pompa Introitus Ferdinandi », dans Corpus Rubenianum Ludwig Burchard, 1972, 377 p. (ISBN 0199210179, lire en ligne), partie XVI, 1 volume
- (en) Wolfgang Adler, « Landscapes », dans Corpus Rubenianum Ludwig Burchard, 1982, 376 p. (ISBN 978-0-199210-27-5, lire en ligne), partie XVIII, 1 volume
- (en) Arnout Balis, « Hunting Scenes », dans Corpus Rubenianum Ludwig Burchard, 1986, 406 p. (ISBN 978-0-199210-41-1, lire en ligne), partie XVIII, 1 volume
- (en) Frances Huemer, « Portraits Painted in Foreign Countries », dans Corpus Rubenianum Ludwig Burchard, 1977, 206 p. (ISBN 0199210187, lire en ligne), partie XIX, 1 volume
- (en) Hans Vlieghe, « Portraits of Identified Sitters Painted in Antwerp », dans Corpus Rubenianum Ludwig Burchard, 1987, 400 p. (ISBN 978-0-905203-57-7, lire en ligne), partie XIX, 1 volume
- (en) J. Richard Judson et C. Van de Velde, « Book Illustrations and Title Pages », dans Corpus Rubenianum Ludwig Burchard, 1977, 552 p. (ISBN 0-905203-09-7, lire en ligne), partie XXI, 2 volumes
- (en) Marjon Van der Meulen, « Copies after the Antique », dans Corpus Rubenianum Ludwig Burchard, 1994, 878 p. (ISBN 978-0-905203-62-1, lire en ligne), partie XXIII, 3 volumes
- (en) Kristin Lohse Belkin, « The Costume Book », dans Corpus Rubenianum Ludwig Burchard, 1978, 329 p. (ISBN 978-0-199210-20-6, lire en ligne), partie XXIV, 1 volume
- (en) Kristin Lohse Belkin, « Copies and Adaptations from Renaissance and Later Artists. German and Netherlandish Artists », dans Corpus Rubenianum Ludwig Burchard, 2009, 600 p. (ISBN 978-1-905375-38-7), partie XXVI, 2 volumes
- (en) Jeremy Wood, « Copies and Adaptations from Renaissance and Later Artists. Italian Masters I. Raphael and his School », dans Corpus Rubenianum Ludwig Burchard, 2010, 717 p. (ISBN 978-1-905375-39-4), partie XXVI, 2 volumes
- (en) Jeremy Wood, « Copies and Adaptations from Renaissance and Later Artists. Italian Masters II. Titian and North Italian Art », dans Corpus Rubenianum Ludwig Burchard, 2010, 680 p. (ISBN 978-1-905375-40-0), partie XXVI, 2 volumes
- (en) Jeremy Wood, « Copies and Adaptations from Renaissance and Later Artists. Italian Masters III. Artists working in Central Italy and France », dans Corpus Rubenianum Ludwig Burchard, 2011, 704 p. (ISBN 978-1-905375-41-7), partie XXVI, 2 volumes

### Liste des tomes en prévision de publication
- Partie IV - The Holy Trinity, Life of the Virgin, Madonnas, Holy Family
- Partie V - The Life of Christ Before the Passion: the Infancy of Christ et The Life of Christ Before the Passion: the Ministry of Christ
- Partie XI - Mythological Subjects A-G, Mythological Subjects H-O, Mythological Subjects O-Z
- Partie XII - Allegories and Subjects from Literature
- Partie XIII - Subjects from History. The Decius Mus Series
- Partie XIV - The Medici Series
- Partie XIV - The Henry IV Series
- Partie XVII - Genre Scenes
- Partie XIX - Portraits of Unidentified Sitters
- Partie XIX - Portraits after Existing Prototypes
- Partie XX - Anatomical Studies
- Partie XX - Study Heads
- Partie XXII - Architecture and Architectural Sculpture. The Rubens House
- Partie XXII - Architecture and Architectural Sculpture. The Jesuit Church
- Partie XXII - Architecture and Architectural Sculpture. Architectural Sculpture
- Partie XXII - Architecture and Architectural Sculpture. Sculpture and Designs for Decorative Art
- Partie XXV - The Theoretical Notebook
- Partie XXVII - Works in Collaboration: Brueghel
- Partie XXVII - Works in Collaboration: Other Masters
- Partie XXVIII - Drawings Not Related to the Above Subjects
- Partie XXIX - Addenda

## Annexe